# Saenchai

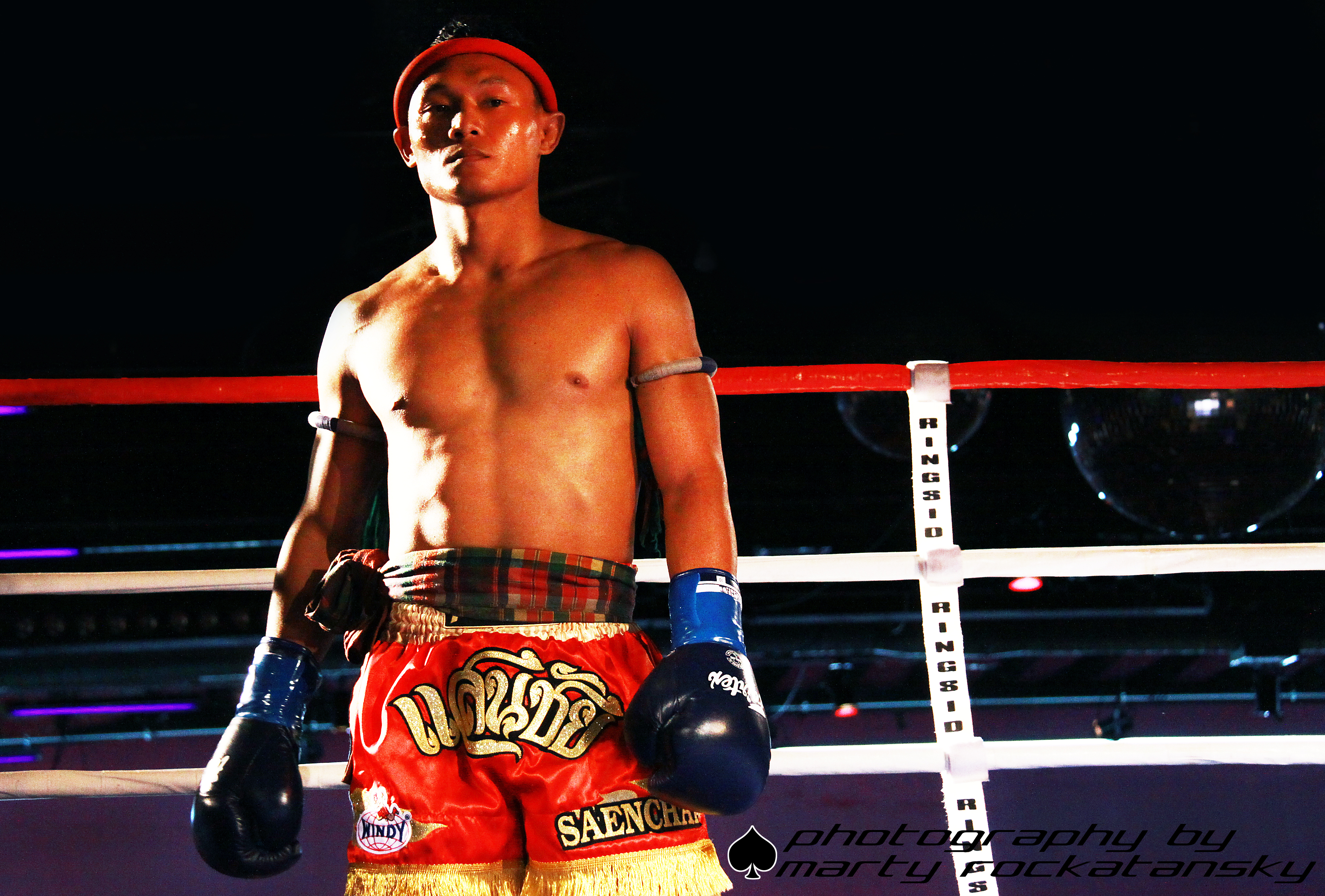
Saenchai (2010)

Saenchai (thailändisch แสนชัย; * 30. Juli 1980 als Suphachai Saepong (ศุภชัย แสนพงษ์) in Maha Sarakham, Thailand) ist ein thailändischer Muay-Thai-Kämpfer. Er ist sechsmaliger Lumpinee-Boxing-Stadium-Champion in vier Gewichtsklassen. Er wird oft als einer der besten Thaiboxer aller Zeiten angesehen.

## Leben
Saenchai begann im Alter von acht Jahren mit Muay Thai im Sor Kingstar Camp in Khon Kaen. Im Alter von 17 Jahren ging er dann nach Bangkok, wo er fünf Jahre lang am Jocky Gym Camp teilnahm.
Er gewann 1997 den Lumpinee Boxing Stadium-Meisterschaftstitel im Superfliegengewicht und 1998 im Bantamgewicht. Anschließend wurde er zum Kamsing Gym, dem Trainingsgelände von Somluck Kamsing, versetzt.
Nach einem Streit mit Somluck über Kämpfe in Japan trat Saenchai dem Kingstar Gym bei. Er gewann bei Lumpinee zwei neue Gürtel im Federgewicht und Leichtgewicht.
Er wurde 1999 und 2008 von den thailändischen Sportjournalisten zum „Kämpfer des Jahres“ ernannt. Als ultratechnischer Kämpfer ist er für seinen Radtritt, auch „Cartwheel Kick“ genannt, bekannt.
Im Jahr 2002 wandte sich Saenchai dem Boxen zu. Er debütierte als „Suphachai Saenpong“ im Federgewicht. Am 27. November 2003 kämpfte er gegen Rud 4K Kevkatchewon aus den Philippinen um den vakanten Interimstitel der PABA (Pan Asia Boxing Association) und gewann den Titel einstimmig nach Punkten. Im Januar 2004 verteidigte er seinen PABA-Titel gegen Rud. Im selben Jahr beschloss er, wieder zum Muay Thai zurückzukehren.
Saenchai spielte 2010 in dem Film Samurai of Ayotaya (Titel im deutschen Verleih: Way of the Samurai), inspiriert vom Leben von Yamada Nagamasa, eine kleine Rolle als Leibwächter des Königs von Ayutthaya.
Saenchai zog sich 2014 aus dem thailändischen Ring zurück, kämpft aber weiterhin aktiv gegen ausländische Boxer.

## Titel

### Muay Thai
- 1997: Lumpinee Stadium Super flyweight (52 kg) champion
- 1999: 2x Lumpinee Stadium Bantamweight (53 kg) champion
- 2005: Lumpinee Stadium Super featherweight (59 kg) champion
- 2006: Lumpinee Stadium Super featherweight (59 kg) champion
- 2010: Lumpinee Stadium Lightweight (61 kg) Champion
- 2010: MTAA World Lightweight champion
- 2010: Toyota Cup tournament champion
- 2010: WMC World Lightweight (61 kg) champion
- 2011: WBC Diamond World Champion
- 2012: Muay Thai Warriors Welterweight (65 kg) champion
- 2012: WPMF World Welterweight champion
- 2013: Toyota Vigo Marathon Tournament
- 2016: THAI FIGHT Kard Chuek 70 kg King’s Cup Champion
- 2018: THAI FIGHT 67 kg King’s Cup Champion

### Boxen
- 2003 PABA Featherweight Interim Champion (Verteidigung: 1)